# Reg Parnell
Reginald Parnell (Derby, Engleska, 2. srpnja 1911. – Derby, Engleska, 7. siječnja 1964.) je bio britanski vozač automobilističkih utrka. U Formuli 1 je nastupio na šest utrka između 1950. i 1954., a najbolji rezultat ostvario je na Velikoj nagradi Velike Britanije na Silverstoneu 1950., kada je u bolidu Alfa Romeo 158 osvojio treće mjesto. Od 1946. do 1956. odvezao je 79 neprvenstvenih utrka Formule 1, gdje je ostvario 16 pobjeda.
Od 1950. do 1956. je nastupao na utrci 24 sata Le Mansa, a najbolji rezultat je postigao 1950. u Aston Martinu DB2 sa suvozačem Charlesom Brackenburyjem, kada je osvojio drugo mjesto u svojoj klasi S3.0, te šesto mjesto u ukupnom poretku. Tri puta je nastupio i na utrci 12 sati Sebringa, a najbolji rezultat je ostvario 1953., gdje je sa suvozačem Georgeom Abecassisom, osvojio prvo mjesto u svojoj klasi S3.0, te drugo mjesto u ukupnom poretku. Nastupao je i na utrci Mille Miglia, ali bez većih uspjeha.		
Godine 1959. i 1960. bio je menadžer momčadi Aston Martin u Formuli 1 i na utrci 24 sata Le Mansa. Osnovao je i svoju momčad Reg Parnell Racing, koja su se u Formuli 1 natjecala od 1959. do 1969., i za koju su, između ostalih, vozili i John Surtees, Roy Salvadori, Chris Amon i Mike Hailwood. Preminuo je od peritonitisa nakon rutinske operacije slijepog crijeva. Njegov sin Tim Parnell se također natjecao u Formuli 1.

## Vanjske poveznice
- reg Parnell - Stats F1
- Reg Parnell - Racing Sports Cars
- Reg Parnell - Driver Database